# Kütahya (provins)

Karta över Turkiet med Kütahya markerat.

Kütahya är en provins i den västra delen av Turkiet. Den har totalt 656 903 invånare (2000) och en areal på 12 119 km². Provinshuvudstad är Kütahya. 
Provinsen ligger på den västra delen av den anatoliska högplatån, på 700 - 1000 meters höjd över havet. Landskapet är skogfattigt och mycket kuperat med vattendrag i djupa raviner. Klimatet är relativt torrt.
Provinshuvudstaden ligger vid en järnväg och en huvudväg som förbinder den med huvudstäderna i de angränsande provinserna Afyon och Eskișehir. Staden Kütahya är känd för tillverkning av tegel och keramik, och i provinsens sydöstra del finns ett antal gruvor.

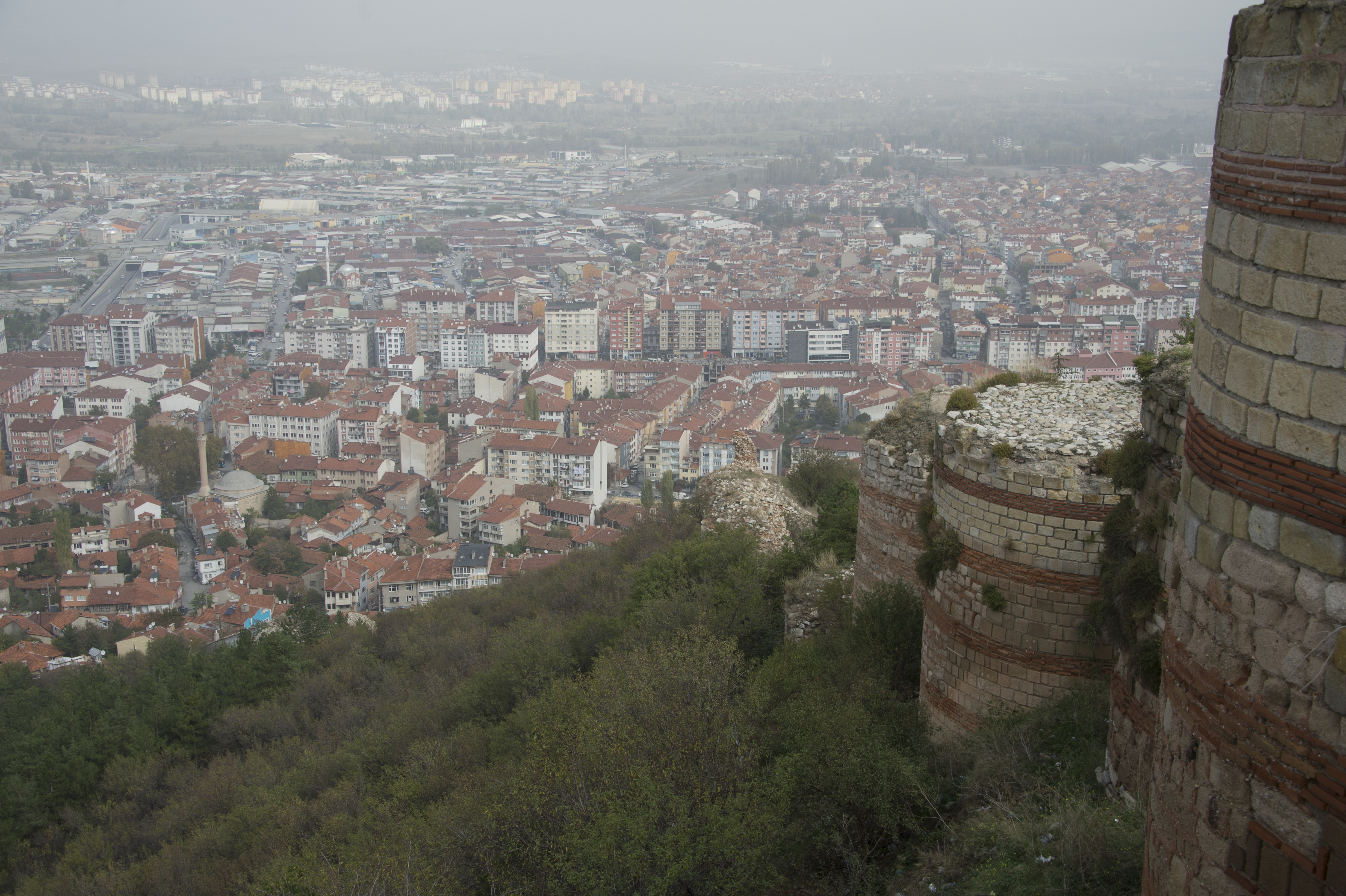
Provinshuvudstaden Kütahya från borgberget.

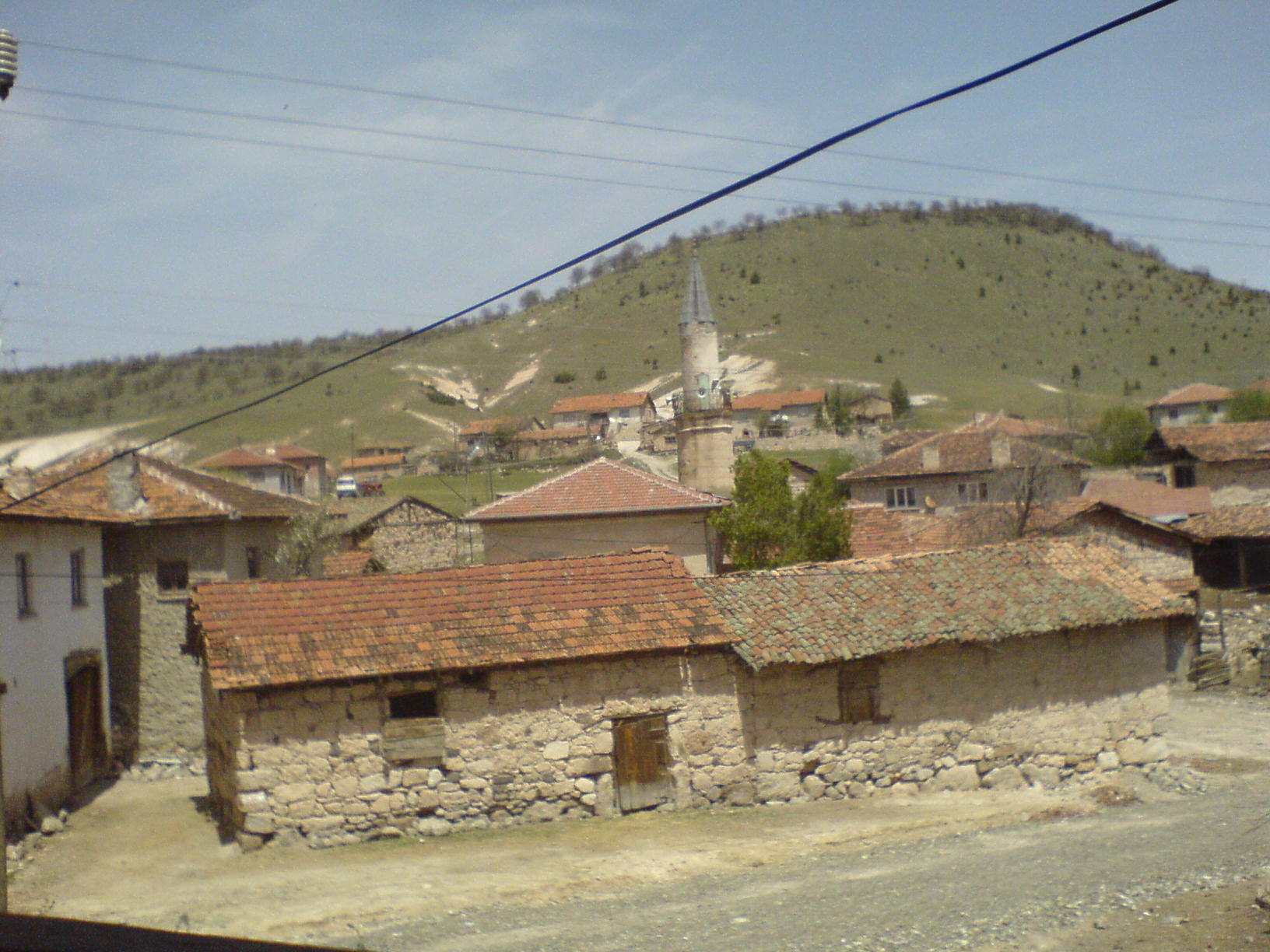
Byn Fındıkköy i Kütahya-provinsen